# San José el Despacho
San José el Despacho är en ort i Mexiko.   Den ligger i kommunen Atzitzintla och delstaten Puebla, i den sydöstra delen av landet, 190 km öster om huvudstaden Mexico City. San José el Despacho ligger 2 973 meter över havet och antalet invånare är 248.
Terrängen runt San José el Despacho är kuperad åt sydväst, men åt nordost är den bergig. Runt San José el Despacho är det ganska tätbefolkat, med 139 invånare per kvadratkilometer. Närmaste större samhälle är Ciudad Serdán, 10,2 km väster om San José el Despacho. Trakten runt San José el Despacho består till största delen av jordbruksmark.